# Lichtstreudetektor
Einen Lichtstreudetektor (ELSD, engl. Evaporative Light Scattering Detector) benutzt man in der Flüssigchromatographie, um Verbindungen, die kaum bis schwach im UV/VIS-Bereich detektiert werden können, nachzuweisen.
Die einzelnen eluierten Komponenten werden in einem Strom von Inertgas zerstäubt. Dabei bilden sich kleine Tröpfchen, die anschließend in einer Heizwendel verdampft werden. Dadurch entstehen feine Feststoffpartikel, die durch einen Laser driften. Durch die Partikel wird der Strahl inelastisch gestreut, wobei eine Fotodiode die Abnahme der Lichtintensität registriert.
Voraussetzung für die mobile Phase ist, dass sie flüchtig ist; am besten eignen sich Eluenten mit niedrigem Siedepunkt. Davon ist dann auch der Volumenstrom abhängig; bei Eluenten mit höherem Siedepunkt (z. B. Wasser) sollte der Volumenstrom nicht mehr als 1 ml/min betragen (auch modellabhängig). Wenn Puffer verwendet werden, müssen alle Komponenten flüchtig sein und sollten nur in geringen Mengen zugesetzt werden. Z. B. können Ammoniumacetat, Ammoniak, Trifluoressigsäure, Essigsäure oder Ameisensäure verwendet werden; dabei muss aber besonders auf deren Reinheit geachtet werden.
Als Zerstäubergas muss ein Inertgas verwendet werden. Üblicherweise verwendet man Stickstoff.
Das Signal des Detektors, bzw. die Intensität wird größtenteils von der molaren Masse des zu detektierenden Stoffes bestimmt; nicht etwa durch dessen chemische Zusammensetzung. Auch haben funktionelle Gruppen wenig Einfluss. Daher haben Stoffe mit ähnlichen molaren Massen auch ähnliche Signalstärken (bei gleicher Injektionsmenge).
Der Detektor eignet sich hervorragend für Gradientensysteme, da UV- bzw. Brechungsindex-Eigenschaften keinen Einfluss auf die Basislinie haben. Ein weiterer Vorteil besteht darin, dass die nachzuweisende Substanz keine Chromophore besitzen muss, wie es z. B. für Detektion mittels UV- oder Fluoreszenzdetektoren nötig ist.
Die Nachweisgrenze beträgt üblicherweise ca. 5 ng je Probenkomponente.